# Соуджак
Соуджак (на турски: Soğucak) е село в Източна Тракия, Турция, Вилает Лозенград. Околия Виза.

## География
Селото се намира на 12 км северозападно от Виза.

## История
В XIX век Соуджак е гръцко село във Визенска кааза в Одринския вилает на Османската империя. Според „Етнография на вилаетите Адрианопол, Монастир и Салоника“, издадена в Константинопол в 1878 година и отразяваща статистиката на населението от 1873 година, Соуджук (Sooudjouq) има 180 домакинства и 900 жители гърци.
Според статистиката на професор Любомир Милетич в 1913 година в Крио Неро (Соуджакъ) живеят 200 гръцки семейства.